# Lisa della Casa
Lisa della Casa (Burgdorf, Suiza, 2 de febrero de 1919 - Münsterlingen, Suiza, 10 de diciembre de 2012) fue una cantante soprano lírica suiza.

## Biografía
Admirada especialmente en el repertorio de óperas de Mozart y Richard Strauss. De gran belleza física, fue a menudo comparada con su contemporánea y rival, la gran soprano alemana Elisabeth Schwarzkopf.
Formó parte del grupo de cantantes del renacimiento lírico de postguerra austroalemán (Elisabeth Schwarzkopf, Elisabeth Grümmer, Sena Jurinac, Irmgard Seefried, Anneliese Rothenberger, Rita Streich, Hilde Güden, Christa Ludwig, Fritz Wunderlich, Hermann Prey, Dietrich Fischer-Dieskau, Anton Dermota).
Estudió con Margarethe Haeser en el Conservatorio de Zúrich, haciendo su debut como Madama Butterfly de Puccini en 1940 en Biel. Pasó varias temporadas en el elenco de la Ópera de Zúrich, cantando desde la Reina de la Noche a Dorabella, Pamina, Gilda, Serena y Zdenka de Arabella de Strauss junto a Maria Cebotari que, impresionada, la presentó ante las autoridades del Festival de Salzburgo. Como consecuencia, Della Casa debutó en el festival en 1947 como Zdenka en presencia de Richard Strauss, que profetizó que un día sería una gran Arabella.
Le siguieron debuts en Viena como Gilda en Rigoletto, La Scala como Sophie en Der Rosenkavalier, Covent Garden como La Condesa de Las bodas de Fígaro, la Ópera Estatal de Baviera en Múnich como la titular en Arabella y en 1952 el Festival de Bayreuth como Eva en Los maestros cantores de Núremberg.
Fue uno de los baluartes del Festival de Salzburgo, donde cantó entre 1947 y 1974 los personajes con los que se la identifica más a menudo: Donna Elvira y Donna Anna en Don Giovanni, la Condesa en Las bodas de Fígaro, Pamina en La flauta mágica, Arabella, Ariadne y los tres roles de El caballero de la rosa, primero como Sophie, luego Octavian y finalmente una celebrada Mariscala para la reapertura de la Ópera de Viena en 1955, y en el mismo papel en el nuevo teatro de Salzburgo en 1960 dirigida por Herbert von Karajan. Della Casa ha sido, al igual que Lotte Lehmann y Evelyn Lear, una de las pocas en asumir los tres papeles de la ópera.
También fue favorita en el Metropolitan Opera de Nueva York, donde debutó en 1953 como la Condesa. En ese teatro cantó hasta 1967, y en 1964 fue Octavian en el tardío debut metropolitano de Elisabeth Schwarzkopf como la Mariscala, enfrentando en un astuto golpe publicitario a las dos otrora rivales.
Se aventuró en el repertorio más dramático como Salomé y Chrysotemis en Elektra de Richard Strauss, Desdémona de Otello de Verdi y Tosca de Puccini, retornando a papeles más livianos para no dañar su voz.
En 1974 anunció imprevistamente su retiro después de una representación de Arabella en Salzburgo. 
En homenaje a sus 90 años, el realizador Wolfgang Wunderlich hizo el documental Liebe einer Diva (Love of a Diva), donde la entrevistan después de 30 años de ausencia.

## Discografía
- Mahler, Sinfonía nº 4, Reiner
- Mozart, Cosí fan tutte (Fiordiligi), Böhm
- Mozart, Le nozze di Figaro (Condesa Almaviva), E. Kleiber
- Mozart, Don Giovanni (Donna Anna), Böhm
- Mozart, Don Giovanni (Donna Elvira), Furtwängler
- Mozart, Don Giovanni (Donna Elvira), Mitropoulos
- Mozart, Die Zauberflöte (Pamina), Szell
- R. Strauss, Arabella (Arabella), Solti
- R. Strauss, Arabella (Zdenka), Böhm
- R. Strauss, Ariadne auf Naxos (Ariadne), Böhm
- R. Strauss, Capriccio (Condesa Madeleine), Heger
- R. Strauss, Der Rosenkavalier (Sophie), Karajan
- R. Strauss, Der Rosenkavalier (Octavian), Krauss
- R. Strauss, Der Rosenkavalier (Mariscala), Karajan
- R.Strauss, Cuatro últimas canciones, Böhm
- Von Einem, Der Prozess, Böhm
- Lieder de Brahms, Schumann, Richard Strauss.